# Ана Бок
Ана Розалија Бок (фр. Anna Rosalie Boch; Сен Вас, 10. фебруар 1848 — Иксел, 25. фебруар 1936) је била белгијска сликарка.

## Биографија
Учествовала је у неоимпресионистичком покрету.
Осим својих слика, Ана Бок је имала поприличну колекцију импресионистичких слика оног времена. Охрабривала је младе сликаре укључујући и Винсента ван Гога, којем су се дивили због његовог талента, а који је иначе био и пријатељ њеног брата Еуџина Бока. Црвени виноград је била једина слика коју је Ван Гог продао за живота, а купила ју је лично Ана Бок. 
Ана Бок умире у Бриселу, 1936. године где је покопана на оближњем гробљу.
Њена колекција бива продата после њене смрти, а по њеном захтеву из тестамента новац од продаје оставља својим пријатељима сиромашним сликарима за њихову пензију.
Егзибиција њеног живота и дела држана је у Ројалном музеју у Маримонту, од октобра до децембра 2000. године. 